# Finale della Coppa dei Campioni 1971-1972
La finale della 17ª edizione di Coppa dei Campioni si disputò il 31 maggio 1972 presso lo Stadion Feijenoord di Rotterdam tra gli olandesi dell'Ajax, alla seconda finale consecutiva di questa competizione, e gli italiani dell'Inter. All'incontro assistettero oltre  61 000 spettatori. Il match, arbitrato dal francese Robert Helies, vide la vittoria per 2-0 della squadra di Amsterdam; i Lancieri vinsero così la loro seconda Coppa dei Campioni consecutiva.

## Le squadre
| Squadre | Partecipazioni precedenti (il grassetto indica la vittoria) |
| ------- | ----------------------------------------------------------- |
| Ajax    | 2 (1969, 1971)                                              |
| Inter   | 3 (1964, 1965, 1967)                                        |

## Il cammino verso la finale

Mazzola e Papaioannou nella sfida dei sedicesimi tra Inter e AEK Atene

L'Ajax di Ștefan Kovács esordì ai sedicesimi contro i tedeschi orientali della Dinamo Dresda, battendoli con un 2-0 interno e pareggiando 0-0 in Germania Est. Agli ottavi i francesi dell'Olympique Marsiglia si piegarono ai Lancieri perdendo con un risultato complessivo di 6-2. Ai quarti di finale i campioni in carica batterono gli inglesi dell'Arsenal con un 3-1 totale. In semifinale toccò ai portoghesi del Benfica farsi da parte, perdendo 1-0 nei Paesi Bassi. La formazione ajacide arrivò dunque imbattuta alla sua seconda finale consecutiva.
L'Inter di Giovanni Invernizzi iniziò il cammino europeo contro i greci dell'AEK Atene, passando il turno con un risultato complessivo di 6-3. Agli ottavi i Nerazzurri affrontarono il Borussia M'gladbach, in quella che fu ricordata da tutti come la partita della lattina in cui i tedeschi occidentali ebbero la meglio per 7-1 sul campo, salvo poi vedersi annullato il risultato per il lancio di una lattina dagli spalti del Bökelbergstadion che colpì Roberto Boninsegna; l'Inter vinse sul totale 4-2. Ai quarti di finale i meneghini ebbero la meglio sui belgi dello Standard Liegi grazie alla regola dei gol fuori casa, avendo perso 1-2 a Liegi e vinto 1-0 a Milano. In semifinale, contro gli scozzesi del Celtic il risultato non andò mai oltre lo 0-0 in entrambe le gare, sicché furono necessari i tiri di rigore affinché i milanesi guadagnassero l'accesso alla finale.

## La partita

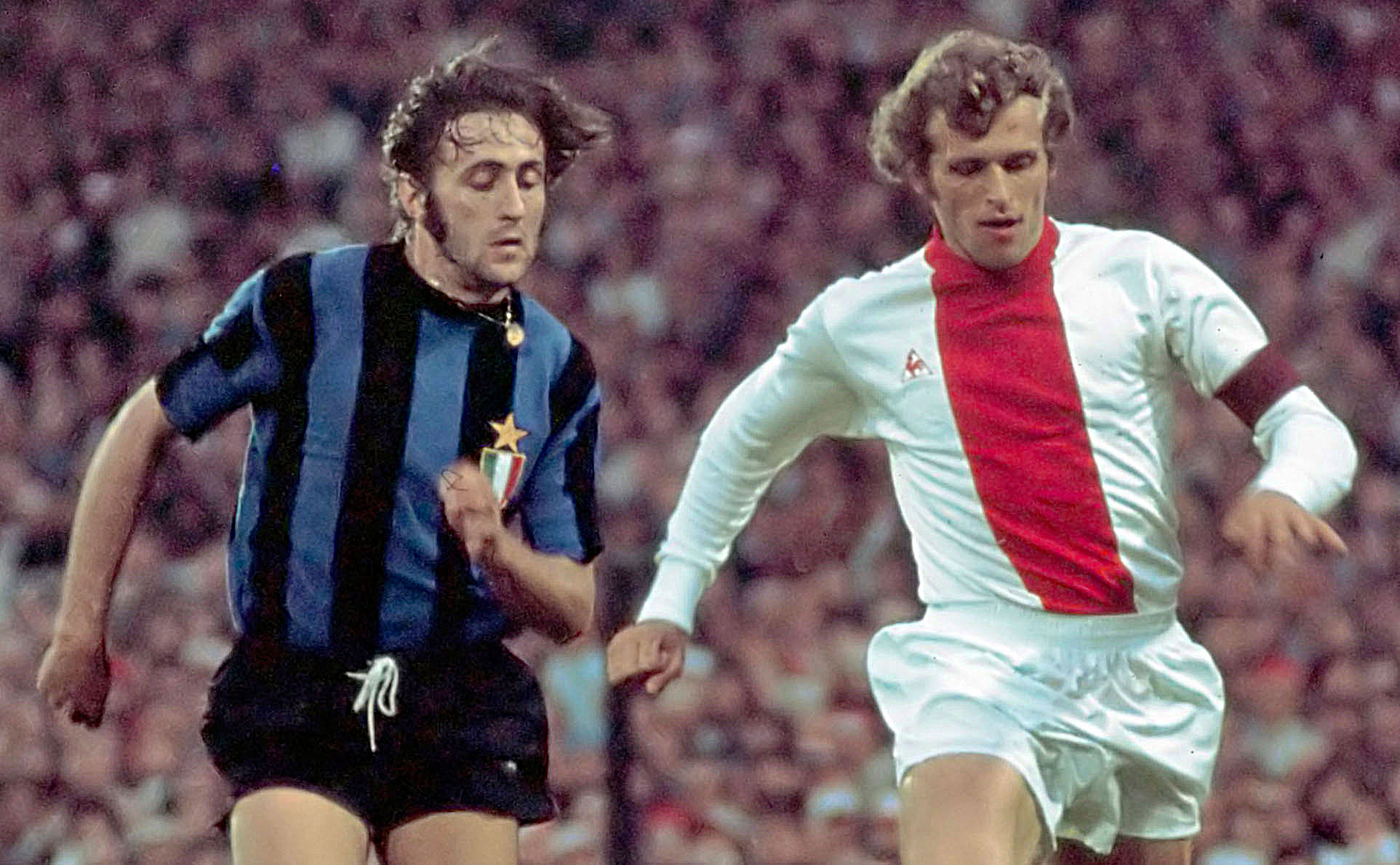
Bellugi e Keizer in una fase di gioco

È l'Ajax a rendersi più pericolosa e a mantenere più spesso il possesso palla. Nel primo tempo Johan Cruijff realizza un gol di mano, che viene prontamente annullato dall'arbitro Héliès.
La seconda frazione di gioco si apre subito con la marcatura olandese: Ivano Bordon e Gabriele Oriali pasticciano in difesa, Crujff ha la palla sul piede e la porta vuota davanti a sé per l'1-0. La seconda rete porta ancora la firma del "Profeta del gol", che su azione da calcio d'angolo salta più in alto di tutti e realizza il raddoppio al 76'.

## Tabellino
| Arbitro: | Robert Héliès |

|                  |           |  |
| Cruijff 47’, 76’ | Marcatori |  |

| Ajax | Inter |

Formazioni
| Ajax          |    |                   |  |
|               |    |                   |  |
| P             | 1  | Heinz Stuy        |  |
| D             | 3  | Wim Suurbier      |  |
| D             | 5  | Ruud Krol         |  |
| C             | 7  | Johan Neeskens    |  |
| C             | 9  | Gerrie Mühren     |  |
| A             | 8  | Sjaak Swart       |  |
| A             | 11 | Piet Keizer       |  |
| D             | 12 | Horst Blankenburg |  |
| D             | 13 | Barry Hulshoff    |  |
| A             | 14 | Johan Cruijff     |  |
| C             | 15 | Arie Haan         |  |
| Allenatore:   |    |                   |  |
| Ștefan Kovács |    |                   |  |

| Inter               |    |                    |     |     |
|                     |    |                    |     |     |
| P                   | 1  | Ivano Bordon       |     |     |
| D                   | 2  | Mauro Bellugi      |     |     |
| D                   | 3  | Giacinto Facchetti |     |     |
| C                   | 4  | Gabriele Oriali    |     |     |
| D                   | 5  | Mario Giubertoni   |     | 20’ |
| D                   | 6  | Tarcisio Burgnich  |     |     |
| A                   | 7  | Jair da Costa      |     | 59’ |
| C                   | 8  | Gianfranco Bedin   |     |     |
| A                   | 9  | Roberto Boninsegna | 79’ |     |
| A                   | 10 | Sandro Mazzola     |     |     |
| C                   | 11 | Mario Frustalupi   |     |     |
| Sostituzioni:       |    |                    |     |     |
| D                   | 14 | Mario Bertini      |     | 20’ |
| A                   | 13 | Sergio Pellizzaro  |     | 59’ |
| Allenatore:         |    |                    |     |     |
| Giovanni Invernizzi |    |                    |     |     |